# Cueva del Rascaño
La Cueva del Rascaño (denominación correspondiente a una percepción fonética del topónimo Rescaño) es una pequeña cueva situada en el pueblo de Mirones, perteneciente al municipio español de Miera en la comunidad de Cantabria, con importantes restos paleolíticos. La base del yacimiento excavado parece llegar al Auriñaciense y en el techo de los estratos se encuentran capas azilienses, con restos culturales intermedios solutrenses y magdalenienses.
La cueva fue descubierta para la ciencia y estudiada a principios del siglo XX, principalmente por los sacerdotes arqueólogos Jesús Carballo García y Lorenzo Sierra Rubio y por el prehistoriador alemán Hugo Obermaier. Las excavaciones modernas proceden de los años 1970, codirigidas por los investigadores Joaquín González Echegaray e Ignacio Barandiarán Maestu y realizadas por un nutrido grupo de especialistas. Estas campañas y su publicación constituyen un trabajo relevante para conocer las culturas del Paleolítico superior en los valles interiores del norte de la cornisa Cantábrica.
Dio un buen conjunto de azagayas, arpones y varillas decoradas. Es destacable un omóplato de cabra que presenta los cuartos traseros de un bisonte grabado a trazo múltiple y rellenos. Son también mencionables, entre otros objetos destacados, los colgantes, huesos de ave decorados y varias piezas dentarias humanas. En las excavaciones de principios del siglo XX fue hallado un bastón perforado, hoy día en paradero desconocido. El yacimiento, en conjunto, poseía una gran riqueza.
Tiene un desarrollo total en torno al centenar de metros, carece de gran vistosidad interna y se encuentra cerrada con verja para evitar el deterioro de los restos de yacimiento que conserva. Su nombre local, Rescaño, es un apelativo que en Cantabria hace referencia a una angostura geológica en el terreno.